# والری چوبوتار
والری چوبوتار (اوکراینی: Чоботар Валерій Валерійович، متولد ۲۷ ژوئیه ۱۹۹۳) یک کاراته کا اوکراینی است که در کومیته ۸۴ کیلوگرم رقابت می‌کند. والری در مسابقات کاراته قهرمانی جهان ۲۰۱۸ که در مادرید، اسپانیا برگزار شد، مدال نقره گرفت. او دارنده مدال طلای مسابقات قهرمانی اروپا در بخش تیمی، در سالهای ۲۰۱۷ و ۲۰۱۸ است.